# Quỹ Công nghệ mở
Quỹ Công nghệ mở (tiếng Anh: Open Technology Fund, viết tắt: OTF) là một tập đoàn phi lợi nhuận của Hoa Kỳ với mục đích hỗ trợ các công nghệ tự do Internet toàn cầu. Nhiệm vụ của nó là "hỗ trợ các công nghệ và cộng đồng mở tăng cường biểu hiện tự do, lách luật kiểm duyệt và cản trở sự giám sát đàn áp như một cách để thúc đẩy nhân quyền và xã hội mở."  Kể từ tháng 11 năm 2019, Quỹ Công nghệ mở đã trở thành một tập đoàn được cấp độc lập của Cơ quan Truyền thông Toàn cầu Hoa Kỳ. Cho đến lúc đó, nó đã hoạt động như một chương trình Đài Á Châu Tự Do.

## Lịch sử
Quỹ Công nghệ mở được thành lập vào năm 2012 dưới dạng một chương trình thí điểm trong Đài Á Châu Tự Do. Dưới thời Ngoại trưởng Hoa Kỳ Hillary Clinton, Bộ Ngoại giao đã thông qua chính sách hỗ trợ các sáng kiến tự do internet toàn cầu. Tại thời điểm này, RFA bắt đầu xem xét các công nghệ giúp khán giả của họ tránh được sự kiểm duyệt và giám sát. Nhà báo Eli Lake lập luận rằng chính sách của bà Clinton "bị ảnh hưởng nặng nề bởi hoạt động Internet đã giúp tổ chức cuộc cách mạng xanh ở Iran năm 2009 và các cuộc cách mạng khác trong thế giới Ả Rập vào năm 2010 và 2011".
Vào tháng 9 năm 2014, OTF đã làm việc với Google và Dropbox để tạo ra một tổ chức có tên Simply Secure để giúp cải thiện khả năng sử dụng của các công cụ bảo mật.
Vào tháng 3 năm 2017, tương lai của OTF đã được báo cáo như đang bị nghi ngờ do các vị trí không rõ ràng của chính quyền Trump về các vấn đề tự do Internet. Kể từ đó, OTF đã tiếp tục nhận được tài trợ của Quốc hội dưới thời chính quyền Trump.
Vào tháng 11 năm 2019, OTF tuyên bố rằng họ đã trở thành một tập đoàn phi lợi nhuận độc lập.
Vào tháng 6 năm 2020, Libby Liu đã từ chức CEO của OTF.

## Tổ chức và tài trợ
Quỹ Công nghệ mở hoạt động trong bảy năm với tư cách là một chương trình của Đài Á Châu Tự Do, một tập đoàn quốc tế phi lợi nhuận do chính phủ Hoa Kỳ tài trợ, cung cấp tin tức, thông tin và bình luận ở Đông Á. Kể từ năm 2019, OTF đã có Hội đồng quản trị riêng báo cáo trực tiếp với Cơ quan Truyền thông Toàn cầu Hoa Kỳ (USAGM), một cơ quan độc lập của chính phủ Hoa Kỳ điều hành các cơ quan truyền thông nhà nước khác nhau. OTF được duy trì bởi các khoản tài trợ hàng năm từ USAGM, bắt nguồn từ các khoản chiếm dụng hàng năm của Quốc hội Hoa Kỳ cho Nhà nước, Hoạt động đối ngoại và các Chương trình liên quan. Theo OTF, nó hợp tác với các chương trình được tài trợ công khai khác để thực hiện một nhiệm vụ của Quốc hội Hoa Kỳ nhằm duy trì và tăng quyền tự do thông tin toàn cầu trên Internet bằng các quỹ công cộng.

## Dự án
OTF tài trợ kiểm toán của bên thứ ba cho tất cả các dự án liên quan đến mã mà nó hỗ trợ. Nó cũng đã đề nghị tài trợ cho kiểm toán "các dự án không hỗ trợ OTF đang được sử dụng bởi các cá nhân và tổ chức đang bị đe dọa kiểm duyệt/giám sát". Các dự án đáng chú ý mà OTF đã kiểm toán đã tài trợ bao gồm Cryptocat, Commotion Wireless, TextSecure, GlobaLeaks, MediaWiki, OpenPGP.js, Nitrokey, và Ricochet. OTF cũng khớp các khoản đóng góp được thực hiện để kiểm tra TrueCrypt. Vào tháng 12 năm 2014, OTF đã báo cáo rằng họ đã tài trợ cho hơn 30 cuộc kiểm toán mã công nghệ trong ba năm qua, xác định 185 lỗ hổng bảo mật và quyền riêng tư trong cả hai dự án OTF và không do OTF tài trợ.
Vào tháng 12 năm 2015, Dự án Tor đã thông báo rằng OTF sẽ tài trợ cho một chương trình tiền thưởng lỗi sẽ được điều phối bởi HackerOne. Chương trình ban đầu sẽ chỉ dành cho những người được mời và sẽ tập trung vào việc tìm kiếm các lỗ hổng dành riêng cho các ứng dụng của Dự án Tor.
Vào tháng 10 năm 2019, Sarah Aoun, Giám đốc Công nghệ của OTF, đã thảo luận về những phát hiện của nghiên cứu do OTF tài trợ cho một ứng dụng di động của chính phủ Trung Quốc, nói với ABC News rằng ứng dụng này chủ yếu là một "thiết bị giám sát nằm trong túi của bạn". "Bản thân việc truy cập rất có ý nghĩa", Adam Lynn, Giám đốc nghiên cứu của OTF, nói với tờ Washington Post. "Việc họ đã đi đến những chiều dài này [để che giấu nó] chỉ càng làm tăng thêm sự xem xét xung quanh vấn đề này." 
Theo cha mẹ của nó, Cơ quan Truyền thông Toàn cầu Hoa Kỳ, tác động của OTF vào năm 2019 là toàn cầu, với hơn 2 tỷ người sử dụng công nghệ hỗ trợ OTF hàng ngày và hơn hai phần ba trong số tất cả người dùng di động có công nghệ ươm tạo OTF trên thiết bị của họ. "Khi các quốc gia độc tài trên toàn thế giới ngày càng cố gắng kiểm soát những gì công dân của họ đọc, viết và thậm chí chia sẻ trực tuyến", Giám đốc điều hành OTF Libby Liu nói, "giai đoạn tiếp theo trong sự tăng trưởng của OTF không thể đến vào thời điểm quan trọng hơn."